# Jasonville
Jasonville – miasto w Stanach Zjednoczonych, w stanie Indiana, w hrabstwie Greene.